# SINPO-code
Een SINPO-code  (Signal - Interference - Noise - Propagation - Overall quality) wordt onder radioamateurs internationaal gebruikt als rapport over de kwaliteit van een (analoge) radioverbinding, meest op de midden- of korte golf. Dit rapport vormt een essentieel onderdeel van een ontvangstbevestiging of QSL opgesteld door een DX-er. De eenvoudiger te hanteren RST-code wordt vooral door radioamateurs gebruikt. De melding van storing wordt daarbij toegevoegd met behulp van Q-codes, zoals QSB voor fading en QRN voor atmosferische storing.

## Opbouw
De code bestaat uit vijf cijfers die elk iets zeggen over de kwaliteit van het ontvangen signaal. Dit zijn achtereenvolgens:

### Signaalsterkte

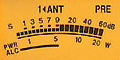
Signaal- of S-meter

Signaal is een objectieve beoordeling van de veldsterkte, uitgedrukt op een schaal, lopend van 1 tot en met 5. Hieronder in de tabel de subjectieve beoordeling.
|  | Code | Betekenis           |
|  | ---- | ------------------- |
|  | 1:   | Nauwelijks hoorbaar |
|  | 2:   | Zwak                |
|  | 3:   | Matig               |
|  | 4:   | Goed                |
|  | 5:   | Uitstekend          |

De objectieve beoordeling gebeurt door middel van een S-meter, een signaalsterktemeter. Deze heeft 10 dan wel/of ook 5 ijkpunten, S-units genaamd en daarbij ook een schaal gesteld in dB.
| SINPO | S-units |
| ----- | ------- |
| 1     | 1-4     |
| 2     | 5-6     |
| 3     | 7-9     |
| 4     | 9+20dB  |
| 5     | 9+40dB  |

### Interferentie
Interferentie is storing door andere zenders, zoals:
- andere radiozenders
- andere zenders van radioamateurs
- morsesignalen
- radioteletype (RTTY)
- jamming
- facsimile

|  | Code | Betekenis  |
|  | ---- | ---------- |
|  | 1:   | Zeer sterk |
|  | 2:   | Sterk      |
|  | 3:   | Matig      |
|  | 4:   | Gering     |
|  | 5:   | Geen       |

### Noise

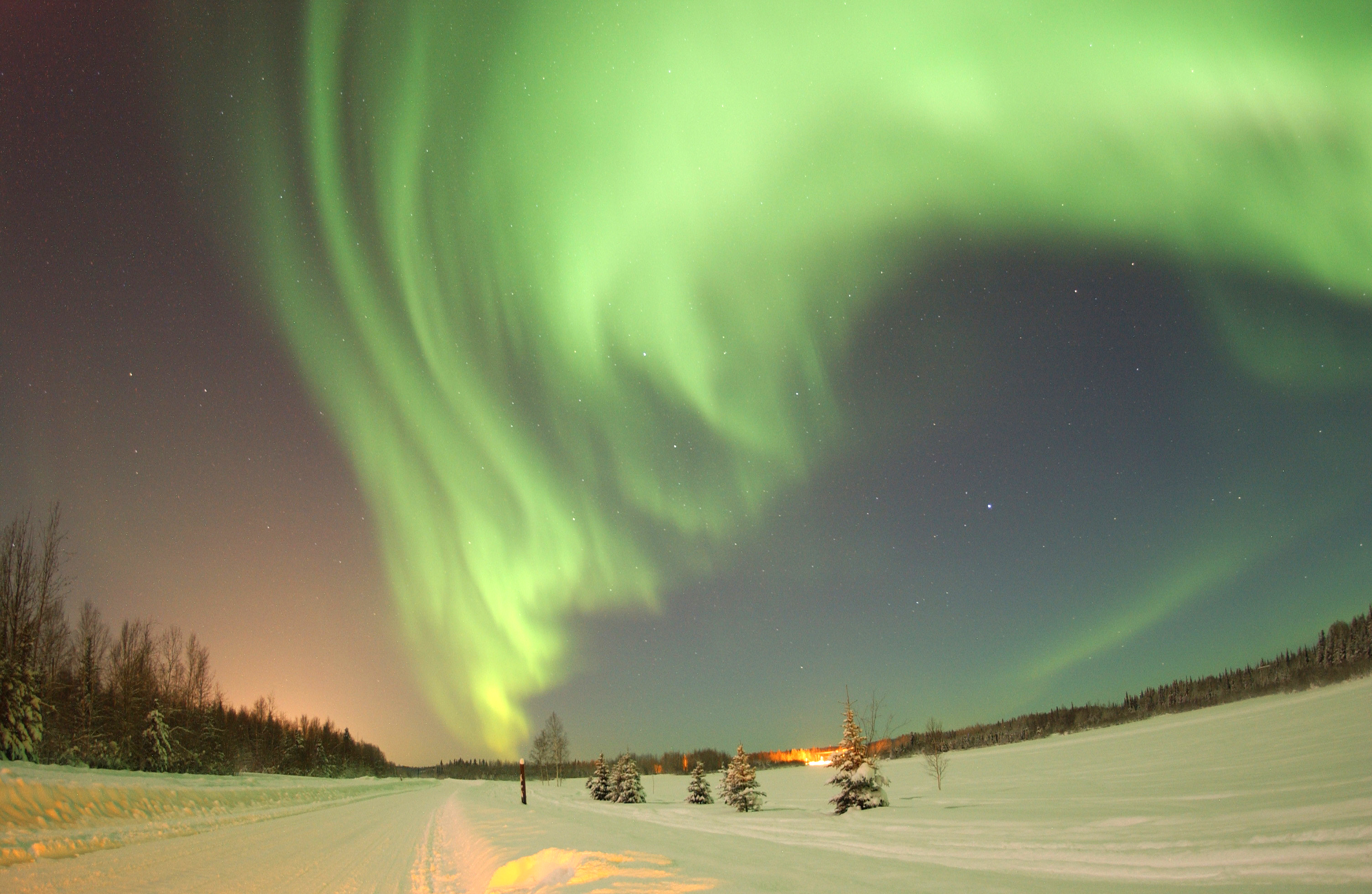
Aurora borealis

In het Nederlands: ruis. Atmosferische ruis is afkomstig van poollicht, de zon of bliksem. Daarnaast is er noise veroorzaakt door elektromagnetische bronnen zoals elektromotoren, boren, bromfietsen etc.
|  | Code | Betekenis  |
|  | ---- | ---------- |
|  | 1:   | Zeer sterk |
|  | 2:   | Sterk      |
|  | 3:   | Matig      |
|  | 4:   | Gering     |
|  | 5:   | Geen       |

### Propagatieoftewelfading
Fading hangt samen met het dopplereffect. Het is het herhaaldelijk zwakker en sterker worden van een radiosignaal uitgedrukt in F(ading)-waarde.
|  | Code | Betekenis  |
|  | ---- | ---------- |
|  | 1:   | Zeer sterk |
|  | 2:   | Sterk      |
|  | 3:   | Matig      |
|  | 4:   | Gering     |
|  | 5:   | Geen       |

Een schaalindeling ter verduidelijking:
| F-waarde | Diepte van de schommeling | Snelheid van de schommeling | Schommelingen per minuut |
| -------- | ------------------------- | --------------------------- | ------------------------ |
| 1        | Erg diep                  | Erg snel                    | +60                      |
| 2        | Diep                      | Snel                        | 20-60                    |
| 3        | Matig                     | Matig                       | 5-20                     |
| 4        | Gering                    | Langzaam                    | 1-5                      |
| 5        | Zeer gering               | Zeer langzaam               | 0                        |

### Overall merit
Dit is een totaalbeoordeling.
|  | Code | Betekenis   |
|  | ---- | ----------- |
|  | 1:   | Onbruikbaar |
|  | 2:   | Zwak        |
|  | 3:   | Matig       |
|  | 4:   | Goed        |
|  | 5:   | Uitstekend  |

Geobjectiveerd:
| O-waarde | % bruikbaarheid |
| -------- | --------------- |
| 1        | 10 tot 20       |
| 2        | 20 tot 40       |
| 3        | 40 tot 60       |
| 4        | 60 tot 80       |
| 5        | 80 tot 100      |

## SIO
Vanwege de moeilijke objectivering van Noise en Propagation is de eenvoudiger SIO-code ontwikkeld, die cijfers van 1 tot en met 3 uitdeelt. 